# Surkot
Surkot (franska: surcote, medeltidslatin: surcocium ) var ett klädesplagg i Europa under medeltiden. Det var ett vanligen ärmlöst tunikaplagg som bars utanpå kjortelen av både män och kvinnor under 1200- och 1300-talet.
Surkoten uppstod under 1100-talet som en del av stridsklädseln. Det var då en fotsid, ärmlös tunika, som bars ovanpå rustningen för att visa riddarens eller soldatens emblem och identifiera den sida soldaten stred för. Den hjälpte också till att hålla solens hetta, regn, smuts och gyttja borta från rustningens metall. Den var fotsid och vanligen utan ärmar, även om surkoter med ärmar inte är okända. 
Surkoten var ursprungligen enbart en del av krigsklädseln, men ersatte under 1200-talet bliauten som vardagsplagg; den började också att bäras av kvinnor. Både kvinnor och män bar surkoten över en inre tunika, kallad kjortel (på franska la cotte), och en linnesärk. Under 1200-talet föreskrev modet att surkoten skulle vara ärmlös, vid, veckad och fotsid för både män och kvinnor, även om korta surkoter ibland förekom för män. 
Under 1300-talet hade surkoten blivit ett standardplagg i egenskap av den övre av två tunikor. Efter 1330 blev den figurnära, och började se olika ut för män och kvinnor. Mäns surkoter blev korta, medan kvinnors fortsatte vara långa. Kvinnors surkoter hade vid mitten av 1300-talet så vida ärmhål att figuren syntes i den snäva undertunikan. 
Surkoten blev omodern omkring sekelskiftet 1400, när 1300-talets snäva mode avlöstes av 1400-talets vida och veckrika mode i form av den populära houppelande.

## Bilder

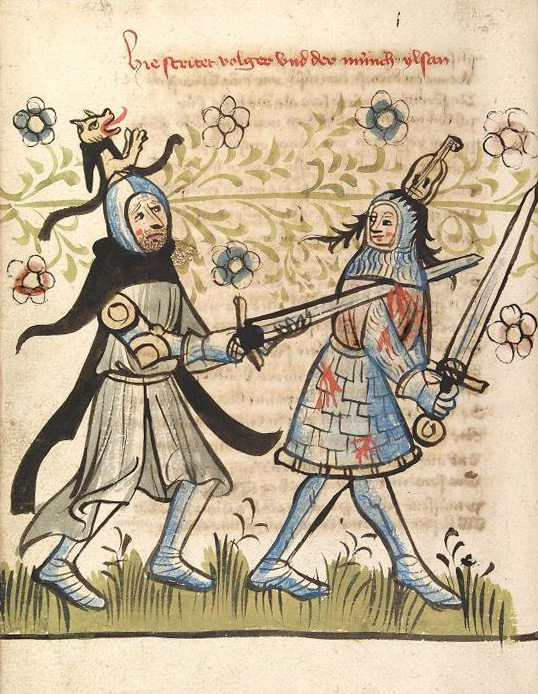
Riddaren till vänster bar den ursprungliga surkoten över rustning, 1100-talet.
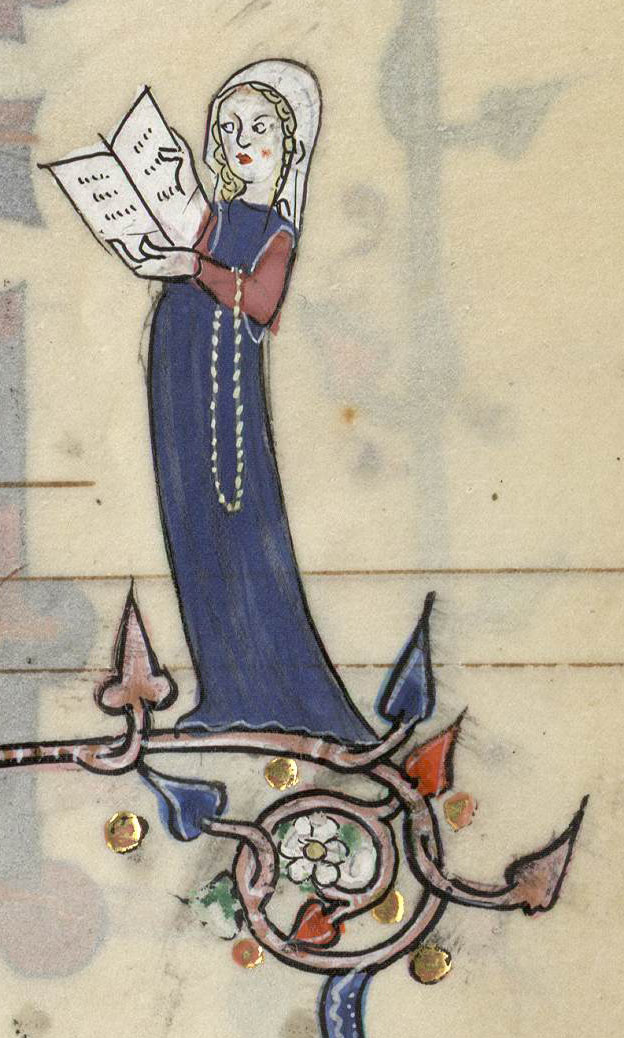
1200-talets vida fotsida surkot.
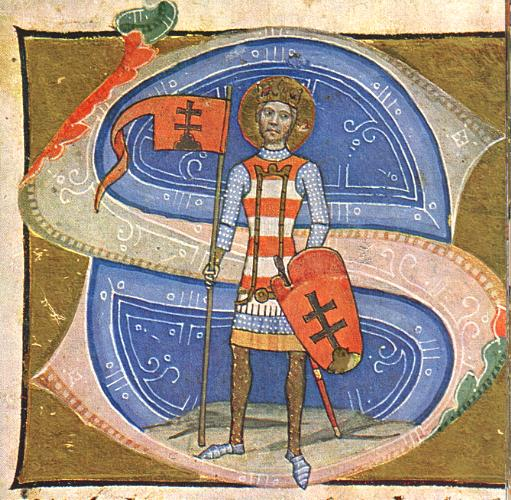
Illustration från 1360 visar 1300-talets korta snäva surkot för män.
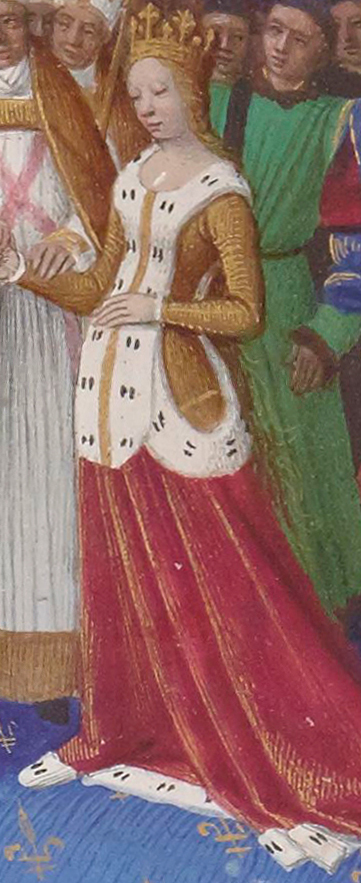
Pälsbrämad röd surkot med helvetesfönster över gul kjortel.